# إيفا ستروم
إيفا ستروم (بالسويدية: Eva Ström)‏ هي كاتِبة وطبيبة وشاعرة سويدية، ولدت في 4 يناير 1947 في ليدينيو ‏ في السويد.